# The Real
(Slogan della trasmissione)
The Real  è stato un programma televisivo italiano, in onda su TV8 nel primo pomeriggio dal 13 febbraio al 2 giugno 2017 con la conduzione di Daniela Collu, Filippa Lagerbäck, Marisa Passera, Ambra Romani e Barbara Tabita.

## Trasmissione
Il programma è un talk show, edizione italiana dell'omonimo format americano, che tratta di costume, intrattenimento e società in onda dal lunedì al venerdì alle 16.
All'interno del programma, vi sono rubriche quali Hot Topics, dedicato alle mode e alle tendenze della settimana, e Girl Chat, in cui le cinque presentatrici si parlano tra loro. La trasmissione, inoltre, si avvale anche dei contributi di Antonio Capitani per l'oroscopo, di Mara Maionchi per lo spettacolo, Guillermo Mariotto per la moda, Elena Rossi (Vanityspaceblog) per il Beauty, del dottor Alessandro Gritti (chirurgo maxillo-facciale) per la chirurgia e di Paola Marella per l'arredamento. La  canzone che introduce e chiude le pause pubblicitarie è Downtown di Petula Clark  sostituita poi da un piccolo jingle.